# Мукхи, Юкта
Йу́кта Индерла́л Му́ки (хинди युक्ता मुखी; 7 октября 1977 или 1979, Бангалор, Карнатака, Индия) — индийская фотомодель и актриса

. В 1999 году стала победительницей конкурса «Мисс Мира». Она стала четвёртой индианкой, получившей титул «Мисс Мира». Она также была коронована как «Мисс Мира — Азия и Океания» во время конкурса.

## Биография и карьера
Йукта Индерлал Муки родилась 7 октября 1977 или 1979 года (данные разнятся) в Бангалор (штат Карнатака, Индия) в семье бизнесменов Индерлала и Аруны Муки. У Йукты есть младший брат — инженер Канвал Муки. Муки изучала зоологию в Колледже В. Г. Вазе. Муки имеет диплом в области компьютерных наук, а также изучала классическую музыку хиндустани в течение трёх лет.
Индерал начала карьеру фотомодели в 1999 году. В 2002 году Йукта начала сниматься в кино.

## Личная жизнь
С 2008 по 2014 год Муки была замужем за нью-йоркским бизнесменом и финансовым консультантом Принсом Тулли, от которого у неё есть сын — Ахрейн Тулли (род. в ноябре 2010 года).
В июле 2013 года Муки подала жалобу на насилие в семье против своего мужа, и первый информационный отчёт (РПИ) был зарегистрирован в соответствии с разделом 498A (жестокость и домогательства) и разделом 377 (неестественный секс) Уголовного кодекса Индии. В июне 2014 года пара получила развод по обоюдному согласию.